# Siegfried Donhauser
Siegfried Donhauser (* 1. Juli 1927 in Amberg; † 26. Juli 2022 in München) war ein deutscher Brauereitechnologe mit dem Schwerpunkt auf biochemische und technologische Fragen im Brauwesen.

## Leben
Donhauser wuchs ab 1933 in Weiden in der Oberpfalz auf, wo er nach schwerer Verwundung im Krieg 1948 das Abitur am Kepler-Gymnasium absolvierte. Er studierte an der TU München Brauwesen, um dann als Braumeister und Betriebsleiter der Union-Brauerei Fulda tätig zu sein. Neben dieser Tätigkeit untersuchte er die bei der Bierbereitung auftretenden salzlöslichen Proteine von Gerste sowohl mit mikrobiologischen als auch mit physikochemischen Methoden. Seine Dissertation, die er 1964 in Weihenstephan einreichte, erhielt das Prädikat »Auszeichnung« und den Preis der TH München anlässlich der 100-Jahr-Feier der Fakultät 1965. Nach erneuter Industrietätigkeit, unter anderem als Vorstand der Innstadt Brauerei Passau (1968–1973), habilitierte er 1978 mit Immunologischen Untersuchungen zum Nachweis von Zusatzstoffen bei der Mälzung und Bierbereitung. Er entwickelte in Anlehnung an die Blutgruppenserologie mikrobiologische Methoden, die den Strukturvergleich der Proteine zunächst von Mais und Reis erlaubten.

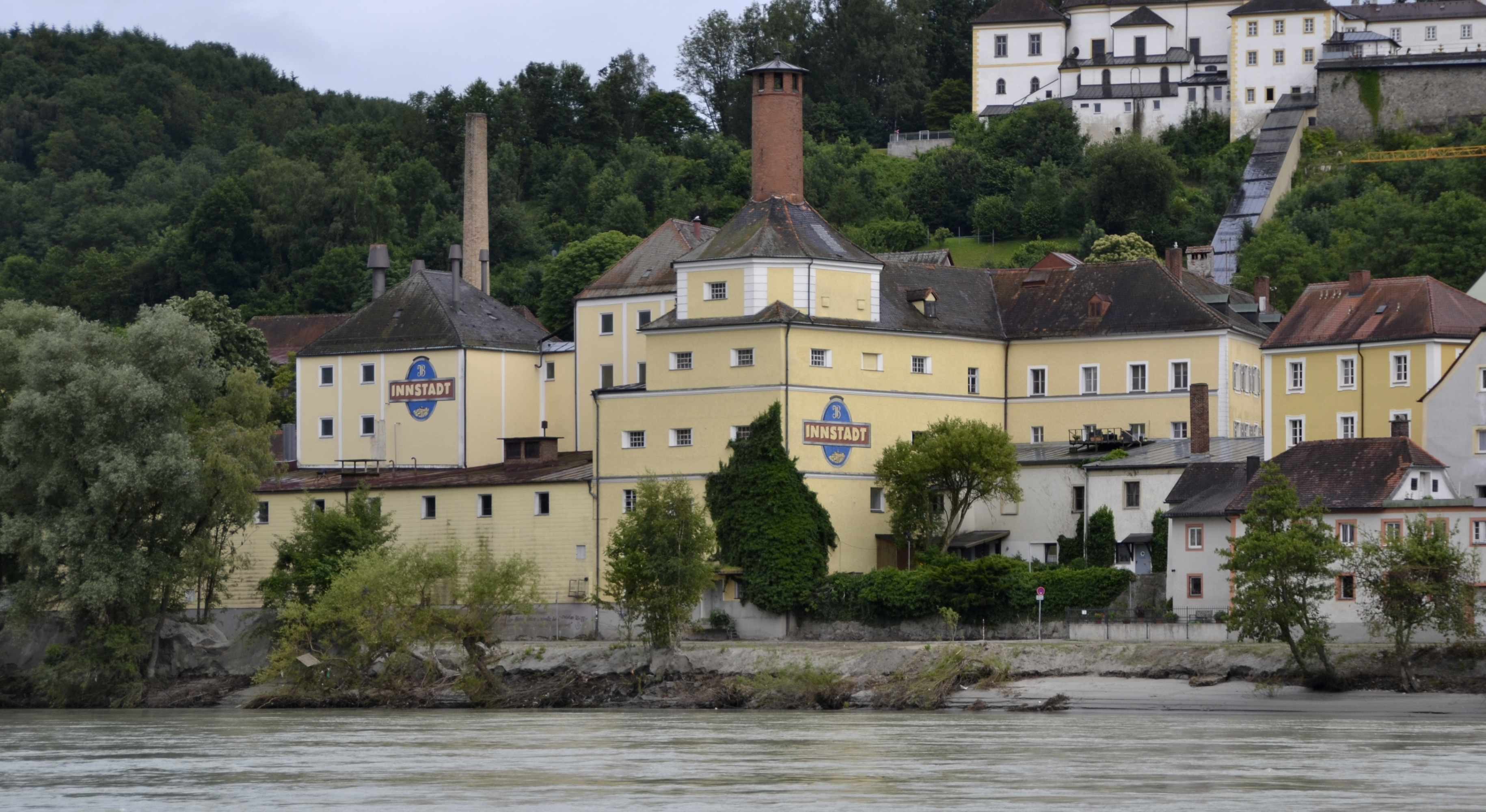
Die Innstadt-Brauerei

1980 wurde er auf den Lehrstuhl für Technische Mikrobiologie und Technologie der Brauerei II der TU München in Weihenstephan berufen. Auch über seine Emeritierung hinaus blieb er bis 2010 der Eigentümer der Hefebank Weihenstephan.
Donhauser hatte sich in den letzten Jahren zudem sehr stark für den Erhalt des alten Brauereigeländes in Passau engagiert. Für seine Verdienste zur Durchsetzung des Reinheitsgebots und den Erhalt des Passauer Brauereigeländes wurde er mit dem Bayerischen Bierorden, dem Bayerischen Verdienstorden und dem Bundesverdienstkreuz ausgezeichnet.